# Salomón I de Imericia
Salomón I, "el Grande", (en georgiano: სოლომონ I დიდი) (1735 – 23 de abril de 1784), de la dinastía Bagrationi, fue rey de Imericia (oeste de Georgia) desde 1752 hasta 1765 y nuevamente, desde 1767 hasta su muerte en 1784.
Durante su reinado, la agresión otomana se intensificó. Su gobierno se vio debilitado por las constantes guerras feudales internas.

## Historia
Salomón era hijo de Alejandro V de Imericia y de su segunda esposa Tamar nacida Abashidze. Accedió al trono con 17 años, a la muerte de su padre, en 1752. La situación del reino de Imericia era particularmente difícil debido a las usurpaciones, sediciones e invasiones extranjeras que marcaron la primera mitad del siglo XVIII. En 1752, la oposición aristocrática liderada por Rostom I, eristavi de Racha, dio un golpe de Estado, por lo que debió abandonar la capital para refugiarse en Ajaltsije, en la región de Samtsje, durante un año. Recuperó su trono solo con el apoyo de los otomanos y comenzó un programa de reformas destinadas a estabilizar el reino desgarrado por guerras civiles crónicas.
El nuevo rey se alió entonces con el príncipe de Katsia, el Dadiani de Mingrelia de 1744 a 1788, esposándose casó con su hermana Mariam, y confió en la nobleza para contrarrestar a los grandes señores feudales. Inmediatamente, lanzó una serie de medidas estrictas contra los nobles renegados y la trata de esclavos de la que se estaban beneficiando, junto con las autoridades otomanas, ganándose su enemistad.
Los poderosos señores feudales entre ellos su propio abuelo materno, Levan Abashidze, príncipe de Abashidze, no dudaron en entrar en abierta rebelión contra la monarquía. El príncipe a su vez se retiró a Ajaltsije, para regresar a la cabeza de un ejército otomano, y se alió con Rostom de Racha para atacar al rey. Los otomanos, que veían a Imericia como su esfera de influencia, forzaron la Batalla de Jresili. Para la batalla, Salomón había logrado movilizar a sus nobles leales y consiguió una gran victoria el 14 de diciembre de 1757 sobre los invasores y su aliados, matando por su propia mano al bajá de Ajaltsije. Levan Abschidze también murió en combate y su hijo Gedeón quedó ciego.
En 1758, forjó una importante alianza militar de apoyo mutuo, tanto externo como internamente, con su pariente, Heraclio II, que gobernaba en el este de Georgia y con Teimuraz II de Kajetia. En diciembre de 1759, patrocinó una reforma de la Iglesia Ortodoxa de Georgia Occidental y promovió el nombramiento de su hermano menor José I como catolicós de Abjasia (1761-1776).
Entre 1760 y 1763, Salomón rechazó varias expediciones otomanas. En represalia, en 1765, el gobierno otomano instigó la invasión de tribus del norte del Cáucaso y envió al nuevo bajá de Ajaltsije, Hadji Mehmet, a invadir Imericia. Teniendo por aliado todavía a Rostom I de Racha, los otomanos derrotaron al rey Salomón, que es excluido del trono y reemplazado por su primo Teimuraz I, apoyado por los príncipes de Mingrelia y de Gurieli. Brevemente, los otomanos ocuparon Kutaisi. Teimuraz se apresuró a restaurar la trata de esclavos.
Tres años más tarde, en vísperas de la guerra ruso-turca de 1768-1774, los otomanos, temiendo con razón una alianza entre los rusos y Salomón I, acuerdan devolverle sus derechos pero ocupan las fortalezas de su reino. Teimuraz I está encerrado en la prisión de Mujuri, donde muere. Después de derrotar a los otomanos en Chjari en 1768, Salomón capturó a su principal rival eristavi Rostom I de Racha con sus hijos. En venganza, les sacó los ojos y abolió el ducado (saeristavo) de Racha.
Durante la guerra ruso-turca de 1768-1774, Salomón, que tenía un ejército de 20.000 hombres, ofreció su apoyo militar a Rusia contra los otomanos. Con el apoyo de sus aliados, se apoderó de varias fortalezas, incluidas las de Chorapani, Baghdadi y su capital, Kutaisi, en agosto de 1770 y derrota al príncipe de Gurieli, que ha optado por la alianza con los otomanos. En enero de 1774, Salomón inflige una nueva derrota a un ejército otomano de 4.000 hombres en las orillas del río Chjerimela. Aunque Salomón solicitó explícitamente beneficiarse del protectorado de Catalina II de Rusia, el Tratado de Küçük Kaynarca, firmado el 21 de julio de 1774 entre rusos y otomanos, consagró la soberanía del Imperio otomano sobre Georgia Occidental, que sin embargo, salió exenta de tributos.
Durante la década de 1770, Salomón extendió su control sobre gran parte de Georgia occidental y siguió luchando contra la hegemonía otomana en la región. Llegó a firmar un tratado con el Imperio otomano, por el cual, Imericia ya no sería vasallo suyo, donde ni siquiera se mencionaba la trata de esclavos, aunque sí con un tributo simbólico de 60 mujeres al año (no estipulaba que fueran georgianas, y Salomón nunca cumplió esta cláusula). Usó su autoridad para llevar a cabo numerosas reformas en su reino, en ocasiones no bien recibidas por la nobleza. Como resultado, en 1778, tuvo que hacer frente a un intento de usurpación dirigido por su propio hijo y heredero, el príncipe Alejandro. Aplastó la insurrección patrocinada por los otomanos en Abjasia en 1779 e hizo una serie de incursiones en las históricas tierras georgianas del suroeste controladas por Turquía, derrotándolos de nuevo en la batalla de Ruji en 1780. 
Entre 1781 y 1784, luchó en Guria, en el suroeste de Georgia, sin resultados, porque murió antes del final de la campaña, en 1784.  Fue enterrado en el  Monasterio de Gelati y fue canonizado por la Iglesia ortodoxa georgiana el 22 de diciembre de 2016, fijando su fiesta el 23 de abril.
Su desaparición también le impidió seguir la política de acercamiento con Rusia de su vecino Heraclio II de Georgia. Salomón designó antes de morir, como heredero, a su sobrino David, hijo de su hermano Artchil, que llegó a ser rey de Imericia con el nombre de Salomón II.

## Familia
Solomon I se casó tres veces y tuvo varios hijos:
1. Princesa Tinatin Shervashidze
2. Princesa Mariam (fallecida en 1778), hija de Otia Dadiani, príncipe de Mingrelia con los hijos:
  - Príncipe Alejandro (1750-1780), príncipe heredero, que lideró una revuelta contra Salomón en 1778
  - Princesa Daria (1756-1827), casada en 1768 con Kai Josrov, príncipe de Abaschidze, anti-rey de Imericia en 1784. Su hijo, Iván Abashidze, fue un pretendiente al trono de Imericia en 1820
  - Princesa Mariam (1769-1845), esposa del príncipe  Elizbar de Ksani (1738–1813)
  - Príncipe Vajtang II (fallecido c. 1831), pretendiente al trono de Imericia en 1815
  - Príncipe Tariel, (fallecido c. 1831)
3. Princesa Gulkan Tsulukidze (1730-c. 1800), hija del príncipe Tsulukidze